# Heterorhabditis bacteriophora
Heterorhabditis bacteriophora is een ongeveer 1 mm lange, parasitaire entomopathogene rondworm, die tot de familie Heterorhabditidae behoort. Heterorhabditis bacteriophora leeft in mutualistische symbiose met bacteriën uit het geslacht Photorhabdus, zoals Photorhabdus luminescens en Photorhabdus temperata. Een vage luminescentie van de pas door een Heterorhabditis bacteriophora gedode gastheer is een onfeilbare diagnose voor deze soort (de symbiotische bacteriën zorgen voor de luminescentie).
Heterorhabditis bacteriophora kan worden gebruikt bij de biologische bestrijding van mieren, vlooien, nachtvlinders, kevers, tweevleugeligen, snuitkevers en andere plagen. Heterorhabditis bacteriophora wordt als biologisch bestrijdingsmiddel tegen keverlarven onder de naam Terranem door de firma Koppert in de handel gebracht.
Ze zijn ook makkelijk te vermeerderen in een in-vitro-cultuur, waardoor ze interessant zijn voor evolutionaire en moleculaire biologen die parasitaire en symbiotische systemen onderzoeken.
Heterorhabditis bacteriophora is in 2005 door het National Human Genome Research Institute geselecteerd voor een hoogkwalitatieve sequentiebepaling.  De inteeltstam Heterorhabditis bacteriophora TTO1 werd gesequencet met behulp van de Roche 454-technologie en een concept 77 Mb genoomsamenstelling werd in 2013 opgesteld. De resultaten zijn vergeleken met die van het modelorganisme Caenorhabditis elegans, waarbij veel overeenkomsten werden gevonden. De kennis verkregen uit deze genoomsequentie zou er toe kunnen leiden, dat Heterorhabditis bacteriophora als een diermodel voor het onderzoek naar parasitisme, symbiose, vector-overbrengende ziekte en de toepassing ervan voor de biologische bestrijding van insecten gebruikt wordt.
Voor het vermeerderen van rondwormen komen de bacteriën van het geslacht Photorhabdus uit het spijsverteringskanaal van de rondworm vrij. Deze bacterie wordt verantwoordelijk gehouden voor het doden van de gastheer, waarna de bacteriën en de rondwormen zich kunnen gaan voeden met de dode gastheer en zich kunnen gaan vermenigvuldigen. Photorhabdus-bacteriën koloniseren eerst het spijsverteringskanaal en vermenigvuldigen zich daarna alleen in de lichaamsvloeistof (hemolymfe). Pas later koloniseren ze alle andere insectenweefsels.

## Levenscyclus
Infectieuze larven van Heterorhabditis bacteriophora gaan actief op zoek naar hun prooi. Naast tasten en detectie van vluchtige stoffen, die door de gastheer worden afgegeven, wordt de infectieuze larve ook aangetrokken door (E)-bèta-caryofylleen, dat door plantenwortels wordt afgegeven na vraatschade. Zo hebben infectieuze larven chemosensorische mechanismen ontwikkeld, niet alleen om de gastheren te detecteren, maar ook de locaties waar waarschijnlijk gastheren aanwezig zijn.
1. In de rondworm zitten de Photorhabdus-bacteriën in een reservoir in een gespecialiseerd gebied van het spijsverteringskanaal.
2. Wanneer een infectieuze larve een geschikte gastheer tegenkomt wordt de dikke cuticula afgestoten, zwelt de kop op, opent zijn mond en zet het spijsverteringskanaal uit.[6] De infectieuze larven dringen de lichaamsholte van de insectenlarve of het insect binnen, meestal via natuurlijke lichaamsopeningen (mond, anus, ademopeningen) of via gebieden met een dunne cuticula met een aan de wangkant zittende 'tand'-achtige structuur.
3. De bacteriën worden uitgespugd in het spijsverteringskanaal en vermenigvuldigen zich daarna alleen in de lichaamsvloeistof (hemolymfe). Ze overwinnen het afweersysteem van het insect, zoals de Toll-like receptoren en tal van virulentiefactoren worden geproduceerd, zoals hemolysine en cytotoxine. Ze nemen deel aan het onderdrukken van de immuniteit van het insect en het doden van de gastheer. De infectieuze larven spugen ook een complexe cocktail van eiwitten uit. De gastheer wordt meestal binnen 24 - 48 uur gedood. Pas later koloniseren ze alle andere insectenweefsels.
4. De bacteriën vermenigvuldigen zich snel in de dode gastheer en produceren verschillende antimicrobiële stoffen, die de groei van antagonistische micro-organismen onderdrukken. De bacteriën scheiden ook een reeks enzymen uit, die de afbraak van de weefsels stimuleren. De infectieuze larven ontwikkelen tot zelfbevruchtende (hermafrodiet) rondwormen, die op hun beurt eieren leggen die zich ontwikkelen tot hermafrodieten, vrouwtjes of mannetjes. Wanneer het leggen van eieren stopt, ontwikkelen rondwormen zich in de lichaamsholte van de moeder door een proces dat endotokia matricida (moedermoord) wordt genoemd met een latere generatie die twee geslachten produceert. In de dode gastheer vinden twee tot drie generaties rondwormen plaats.
5. Wanneer er veel rondwormen aanwezig zijn en voedingsstoffen beginnen op te raken, worden in de dode gastheer infectieuze larven gevormd, die in de grond op zoek gaan naar nieuwe gastheren. De infectieuze larven hebben een vernauwde farynx, de dubbele dikte van een normale cuticula en een toename van lipidedruppeltjes in hun cytoplasma. Hun mond en anus zijn afgesloten.